# Oli de bataua

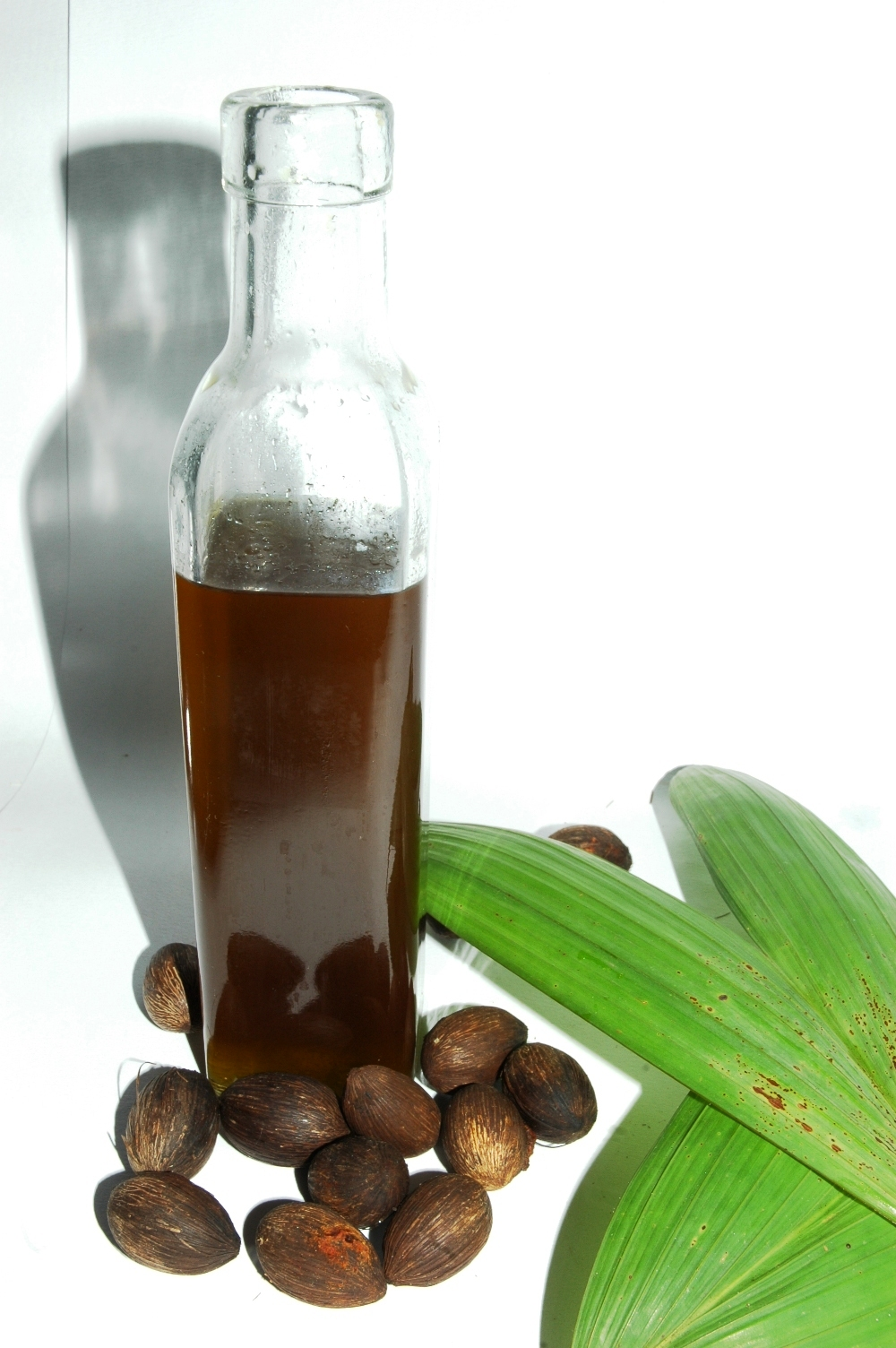
Oli vegetal de bataua

L'oli de bataua s'obté del fruit comestible de la bataua (Oenocarpus bataua), que creix a la selva amazònica.
La proteïna de la bataua és una de les més valuoses que es troba entre les plantes, i es pot comparar amb la carn o la llet de bestiar, ja que té una quantitat més gran de triptòfan i lisina. L'oli de bataua és un potent agent hidratant. A causa de la similitud dels àcids grassos, l'oli de bataua es pot utilitzar com a substitut de l'oli d'oliva (Olea europea), en productes per a la cura de la pell, i en locions hidratants.

## Usos
Tradicionalment, els indígenes de l'Amazones han recollit la fruita de la bataua i la han madurat en aigua tèbia per preparar begudes («vi de bataua») i també per extreure oli. Les seves drupes contenen de 8 a 10% d'oli. Els grans frescos també són comestibles.
L'oli s'utilitza en la medicina tradicional per alleujar la tos i la bronquitis, i com a fortificador capil·lar. Pels seus compostos químics, pel seu sabor i olor, quan es refina es sembla molt a l'oli d'oliva. Tradicionalment, l'oli de bataua és utilitzat per les comunitats amazòniques per fregir i com a tònic en el tractament de la caiguda del cabell. L'oli és bo per a molts problemes de salut, i actua sobre el cos com a laxant, com un medicament per a la tuberculosi, l'asma i altres problemes respiratoris.
També s'utilitza en la producció cosmètica perquè es pot utilitzar com a tònic per suavitzar el cabell. Un famós investigador que vivia en un poble de Caiapós va dir que els indis eren més bonics, nodrits i sans edurant l'època de fructificació de l'Oenocarpus bataua.
| Àcid gras      | Percentatge |
| -------------- | ----------- |
| Oleic          | 68-83%      |
| Palmític       | 6-15%       |
| Esteàric       | 2-9%        |
| Linoleic       | 2-9%        |
| Alfa-linolènic | < 5%        |
| Palmitoleic    | < 2%        |

Actualment, al Brasil, el comerç de «vi de bataua» és més gran que el de l'oli. Durant la Segona Guerra Mundial, amb l'escassetat d'oli d'oliva, el Brasil va exportar més de 200 tones anuals d'oli
de bataua. Malauradament, durant aquest període, es van tallar els arbres per recollir provocant la destrucció de diversos patauazais. Un cop finalitzada la Segona Guerra Mundial, les vendes d'olis brasilers van caure i actualment són molt febles. Al Brasil, poques vegades es troba l'oli de bataua per a la lliure comercialització als mercats, com al Perú, on el comerç és força fort. Al Brasil es pot comprar oli de bataua a herbolaris, però és rar trobar-lo.
En un futur, l'Oenocarpus bataua es podria industrialitzar per a la producció d'oli, tant per la seva qualitat com perquè s'adapta a sòls pobres i la producció de fruits és molt abundant.